# Glenn Howard
Glenn Howard (ur. 17 lipca 1962) –- praworęczny kanadyjski curler z Penetanguishene w prowincji Ontario. Jest trzykrotnym mistrzem Kanady i świata. Brat Russa, ojciec Scotta Howardów.

## Życiorys
Urodził się 17 lipca 1962 roku w mieście Midland, w kanadyjskiej prowincji Ontario.
Howard odniósł wiele sukcesów grając na pozycji trzeciego w drużynie swojego brata Russa. Wraz z bratem, wygrał w Labatt Brier oraz mistrzostwa świata w latach 1987 i 1993. Russ Howard przeprowadził się do Nowego Brunszwiku w drugiej połowie lat 90., co sprawiło, że Glenn Howard stworzył swoją własną drużynę, z którą przegrywał finały mistrzostw Ontario w latach 2004–05. Zła passa została przełamana w roku 2006, w którym w finale pokonał byłego kolegę z drużyny, Wayne’a Middaugh'a. W finale Mistrzostw Kanady przegrał z reprezentacją Quebecu, dowodzoną przez Jean-Michel Ménarda.
Team Glenn Howard zdominował sezon 2006/07. Drużyna złożona z Richarda Harta, Brenta Lainga oraz Craiga Savilla wygrała kolejno mistrzostwa Ontario (bez porażki), Kanady (bilans 12-2) i świata (12-1).
W kolejnych latach drużyna Howarda zajmowała drugie i trzecie miejsce w The Brier. W grudniu 2009 Team Howard przegrał finał kanadyjskich kwalifikacji olimpijskich z drużyną Kevina Martina. Round Robin Tim Hortons Brier 2010, drużyna Howarda jako reprezentacja Ontario wygrała wszystkie mecze i awansowała do finału, gdzie uległa 5:6 Albercie (Kevin Koe). Rok później było podobnie, przy czym Ontario zakwalifikowało się do dalszej gry z 4. miejsca. Tym razem w finale lepsza okazała się drużyna Jeffa Stoughtona z Manitoby.
Dopiero za trzecim dotarciem do finału mistrzostw kraju Howard zdobył ponownie tytuł mistrzowski. W 2012 w finale pokonał 7:6 Albertę (Kevin Koe). W MŚ 2012 Kanadyjczycy z 1. miejsca rundy grupowej awansowali do fazy play-off. Zdobyli złote medale dwukrotnie pokonując Szkotów (Tom Brewster) 7:6 i 8:7. W Mistrzostwach Kanady 2013 zawodnicy z Ontario nie zdołali obronić tytułów mistrzowskich, dotarli do fazy finałowej i uplasowali się na najniższym stopniu podium.

## Zwycięstwa w turniejachWielkiego Szlema
- Canadian Open – 2009, 2012
- Masters/World Cup – grudzień 2006, styczeń 2008, listopad 2008, 2009, 2011, 2013
- The National – 2002, styczeń 2004, 2012
- Players’ Championships – 2008, 2013

## Drużyna
- Wayne Middaugh (trzeci)
- Brent Laing (drugi)
- Craig Savill (otwierający)

Byli zawodnicy:
- Richard Hart